# Kenneth Johansson (friidrottare)
Leif Kenneth Johansson, född 14 februari 1930 i Västra Frölunda församling, död 21 januari 1966 i Jonsered, Göteborgs och Bohus län, var en svensk friidrottare (110 meter häck). Han tävlade för Sävedalens AIK.  Han var 6:a på EM 1958 och vann SM år 1954 och 1955.

## Fotnoter
1. ↑  Sveriges Dödbok 1901–2009, DVD-ROM, Version 5.00, Sveriges Släktforskarförbund (2010).